# Shanghai Pharmaceuticals
Shanghai Pharmaceuticals Holding (Shanghai Pharma) — китайская фармацевтическая компания, объединяющая ряд предприятий и лабораторий по разработке, производству и распространению лекарственных препаратов. Штаб-квартира расположена в Шанхае, деятельность почти полностью сосредоточена в КНР. В списке крупнейших компаний мира Forbes Global 2000 за 2021 год заняла 964-е место (356-е по размеру выручки, 1077-е по чистой прибыли и 1444-е по активам). В списке Fortune Global 500 компания оказалась на 437-м месте.

## История
В 1979 году было создано шанхайское отделение Национальной медицинской администрации Китая. На его основе была сформирована «Шанхайская фармацевтическая группа». 18 января 1994 года была зарегистрирована компания Shanghai Pharmaceuticals Holding, которая в марте 1994 года разместила свои акции на Шанхайской фондовой бирже. В последующие несколько лет компании было передано большинство активов группы, в 2008 году были поглощены две другие фармацевтические компании. В июне 2011 года акции были размещены также и на Гонконгской фондовой бирже. В 2017 году был куплен китайский филиал компании Cardinal Health.
Крупнейшим акционером компании является Shanghai Pharma Group (25,21 % акций).

## Деятельность
Подразделения по состоянию на 2020 год:
- Производство — разработка и производство лекарственных препаратов (химические и биофармацевтические препараты, средства традиционной китайской медицины); выручка 23,7 млрд юаней.
- Распространение — оптовая продажа медикаментов дистибьюторам и медицинским учреждениям КНР, логистические услуги, импорт и экспорт; выручка 167,7 млрд юаней.
- Розница — розничная продажа медикаментов через собственную сеть аптек; выручка 8,5 млрд юаней.